# Strongylodon pulcher
Strongylodon pulcher är en ärtväxtart som beskrevs av Charles Budd Robinson. Strongylodon pulcher ingår i släktet Strongylodon och familjen ärtväxter. Inga underarter finns listade i Catalogue of Life.